# Svazek obcí Třeština, Stavenice a Police
Svazek obcí Třeština, Stavenice a Police je dobrovolný svazek obcí v okresu Šumperk, jeho sídlem je Třeština a jeho cílem je plynofikace obcí. Sdružuje celkem 3 obce a byl založen v roce 2001.

## Obce sdružené v mikroregionu
- Třeština
- Police
- Stavenice